# 제이슨 데이비스 (배우)
제이슨 데이비스(Jason Davis, 1984년 10월 14일 ~ 2020년 2월 16일)는 미국의 배우이다.

## 출연 작품
- 누드 리플레이 (2017)
- 어카운턴트 (2016) - 신경과 전문의 역
- 팹 파이브 : 더 텍사스 치어리더 스캔들 (2008)
- 셀러브러티 리햅 위드 닥터 드류 (2008)
- 방학 대소동 - 여름방학 구출작전 (2001)
- 마피아 (1998)
- 러시 아워 (1998)
- 로커스트 (1997)
- 제7의 천국 (1996)